# Daisuke Nakata
Daisuke Nakata, född i Ishikawa, Japan den 2 mars 1974, är en japansk simhoppare som deltog vid Olympiska sommarspelen år 2000. Han har också medverkat i det japanska sportunderhållningsprogrammet SASUKE.